# 합성론
합성론(合性論, 영어: Miaphysitism)은 예수 그리스도의 위격에 신성과 인성이 분리되거나 혼합되거나 혼동되거나 변화 없이 하나로 통합되어(μία, 미아) 복합적인 본성(φύσις, 피시스)이 있다는 그리스도론의 이론 중 하나이다.
오늘날 칼케돈파 그리스도인들은 일반적으로 단성론과는 달리 합성론은 정통적인 해석으로 받아들일 수 있다고 보고 있다. 오리엔트 정교회는 자신들을 가리켜 합성론파라는 용어를 사용하기도 하지만, 그보다는 비칼케돈파라고 불리는 것을 더 선호한다. 합성론은 단성론이 아니다.

## 같이 보기
- 그리스도론
- 양성론